# Синто-буддийский синкретизм

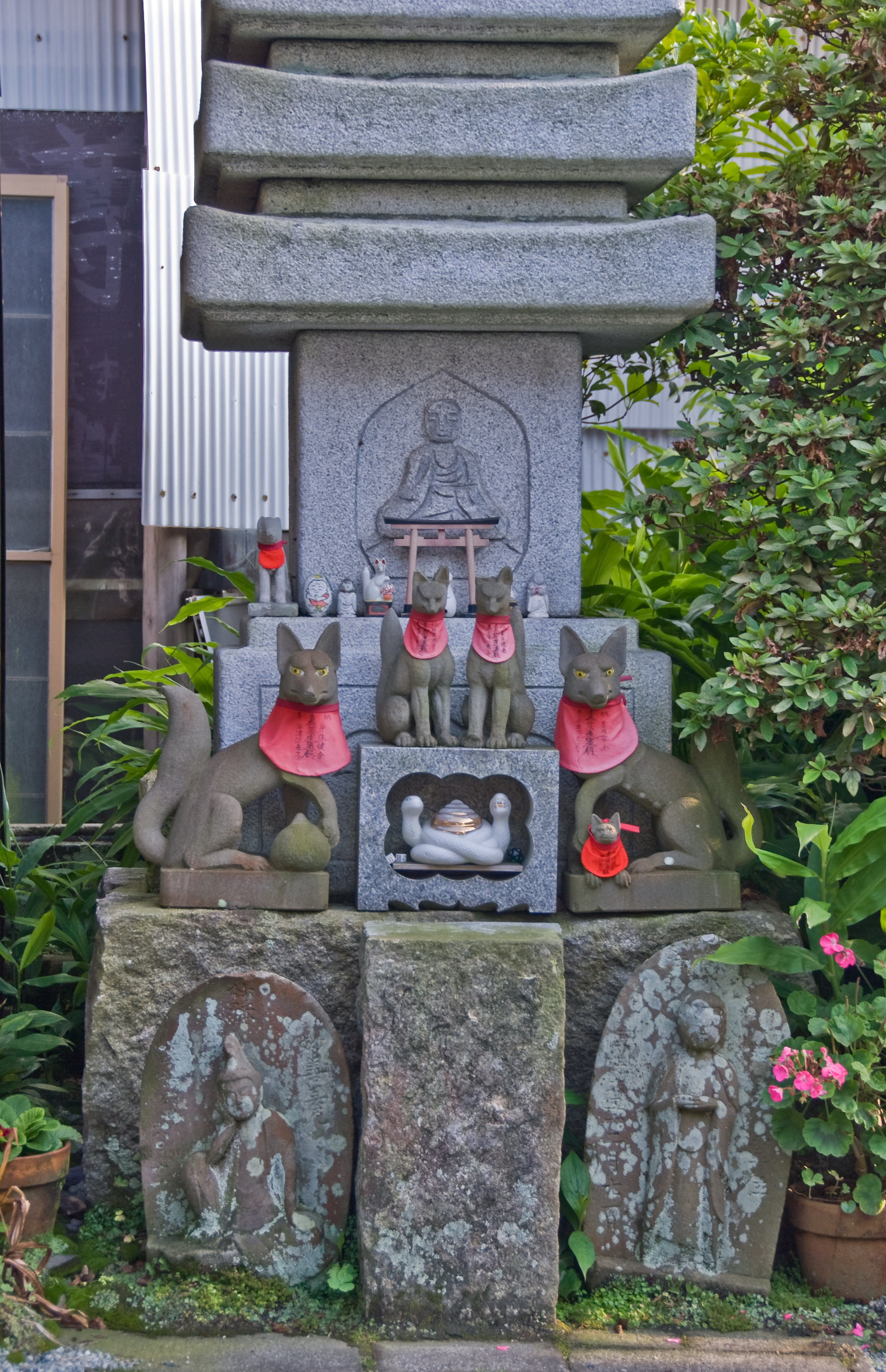
Синтоистские лисицы Инари, божества урожая, почитаются у подножия каменной пагоды с буддийскими символами

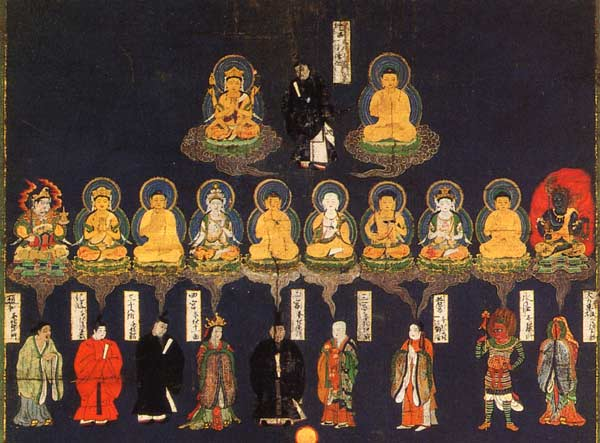
Мандала, на которой показано соответствие будд и бодхисаттв тем или иным синтоистским божествам

Синто-буддийский синкретизм, или Симбуцу-сюго (яп. 神仏習合 Симбуцу-сю:го:) — эклектическая концепция взаимопроникновения двух восточноазиатских религий, синтоизма и буддизма, а также явление их гармоничного сосуществования в Японии с X века по 1868 год и с 1947 года.

## Зарождение синто-буддийского синкретизма
Зарождение синто-буддийского синкретизма датируют VI веком, временем правления принца Сётоку, когда японцы активно заимствовали материковые культурные ценности, а вместе с ними и буддизм. В VII веке для проповедования буддизма, чтения и переписывания буддийских сутр использовались священные места традиционной японской религии синто — горы или леса, которые отождествлялись с синтоистскими божествами. Под влиянием материковой буддийской архитектуры и идеи чествования божества в замкнутом пространстве, в Японии стали строиться первые синтоистские святилища, которые считались «домами» (яп. 社) или «дворцами» (яп. 宮) божеств. В VIII веке, во времена культуры Тэмпё, которая имела ярко выраженный буддийский характер, в среде буддийских монахов возникла концепция обращения японских божеств в буддизм, в связи с чем около синтоистских святилищ начали сооружаться буддийские «присвятилищные монастыри», дзингудзи (яп. 神宮寺). Таким образом, сложилась атмосфера гармоничного формального сосуществования синтоизма и буддизма.
Процесс синкретизма сопровождался ассимиляцией японских божеств и включением их в буддийский пантеон. В X веке буддийские мыслители выдвинули идею, что эти божества являются местными «вре́менными эманациями» (яп. 垂迹) «основных субстанций» (яп. 本地) будд, которые приходят в мир ради спасения человечества. Соответственно, синтоистские божества — это те же самые индийские будды и бодхисаттвы, только известны под японскими именами. Например, богиня солнца Аматэрасу Омиками провозглашалась воплощением Будды Вайрочаны, а божества святынь Кумано или Ацута — бодхисаттвами.

## Размежевание синтоизма и буддизма
Явление синто-буддийского синкретизма существовало в Японии до XIX века. Однако попытка привязать синтоизм к буддийской космологии вызвала сопротивление незначительной части японских интеллектуалов уже в XIV—XVI веках. Эти мыслители разрабатывали доктрины синто, отличные от буддизма, на основе даосизма, конфуцианства и даже христианства, но особого влияния на религиозные практики того времени не имели. Возрождение их «теологического» наследства состоялось в конце XVIII — начале XIX века, во времена зарождения японского национализма и популярности философско-филологической школы кокугакусю.
После реставрации Мэйдзи и создания первого национального правительства, в 1868 году был принят «Закон о размежевании синтоизма и буддизма». Синтоизм провозглашался государственной религией, вводился институт синтоистского жречества и культ императора как Верховного жреца. Часть буддийских монастырей были разрушены или перенесены в другие места, подальше от синтоистских святилищ. Практика патронирования буддийскими монахами синтоистских святилищ была прекращена.

## Возрождение синто-буддийского синкретизма
Современная конституция Японии, принятая в 1947 году, отделила религию от государства, и японцы, в основном, вернулись к прежнему сочетанию синто и буддизма.